# Élevage porcin au Québec
L’élevage porcin au Québec est un secteur agricole, évoluant depuis la colonisation française pour devenir une industrie moderne et intensive. Au fil des siècles, il est passé d’un élevage artisanal à une production de grande échelle, particulièrement à partir des années 1970, lorsque l’industrialisation a introduit des méthodes intensives et des pratiques de confinement pour répondre à une demande croissante. Le Québec est de nos jours l’un des principaux producteurs de porc au Canada.
L'élevage porcin au Québec est parfois critiqué puisqu'il engendre des défis environnementaux et de bien-être animal, notamment autour de la gestion des lisiers et des conditions de vie des porcs. Depuis le début du XXIe siècle, des règlementations environnementales et des normes de bien-être animal ont été instaurées par le gouvernement du Québec pour encadrer la production.
Aujourd'hui, l’industrie porcine québécoise est fortement orientée vers l’exportation, avec une grande partie de sa production destinée aux marchés internationaux, notamment en Asie et aux États-Unis. Ce secteur représente une part importante des exportations agricoles de la province et contribue significativement à l'économie rurale québécoise.

## Historique

### Du XVIIesiècle au XIXesiècle: un élevage de subsistance
L'histoire de l'élevage porcin au Québec est marquée par des transformations socio-économiques et technologiques depuis la colonisation française. Les premiers porcs furent introduits au Canada en 1598 par le marquis de La Roche de Mesgouez lors d'une tentative de colonisation sur l'île de Sable. Au XVIIe siècle, les colons français introduisirent des porcs pour subvenir à leurs besoins alimentaires, et l'élevage restait alors artisanal, destiné à l'autosubsistance. Les petites exploitations familiales élevaient quelques porcs pour leur propre consommation et pour des échanges locaux. Le porc était une viande privilégiée par les colons puisqu'elle pouvait être facilement conservée l'hiver dans de la saumure. Le porc offrait également du lard, un gras bon marché comparativement au beurre ou aux huiles végétales à l'époque.
La révolution agricole du XIXe siècle introduisit des innovations dans la production et la gestion des cultures et du bétail. Au Québec, cette période vit la consolidation des terres et la standardisation des pratiques agricoles, bien que la mécanisation y fût plus lente comparativement à d'autres provinces. L'élevage porcin commença à évoluer vers une production plus commerciale, répondant à une demande croissante sur les marchés régionaux.

### XXesiècle: l'essor de industrialisation agricole
Au début du XXe siècle, l'intensification progressive des méthodes agricoles fut marquée par des avancées technologiques et l'essor des marchés urbains. Des techniques de sélection génétique, de nouvelles pratiques d'alimentation, ainsi que le développement de vaccins et de traitements vétérinaires permirent d'accroître les rendements et d'améliorer la santé des animaux. La mécanisation de certaines tâches facilita également le travail des producteurs. Ce siècle vit une transformation significative de l'élevage porcin, passant d'une production artisanale à une production semi-intensive. Cependant, ce n'est véritablement qu'après la Seconde Guerre mondiale que le secteur connut une modernisation profonde, en grande partie inspirée par les modèles de production américains.
Dans les années 1970, le Québec entra dans une phase d'industrialisation intensive de son agriculture. Ce tournant marqua l'avènement d'une production porcine à grande échelle, alors que la demande pour les produits porcins, tant nationale qu'internationale, poussait les producteurs à maximiser leur efficacité. Les exploitations porcines connurent une augmentation substantielle de leur taille et de leur productivité, soutenue par des investissements technologiques importants. L'agrandissement des fermes entraîna des changements structurels significatifs, notamment la concentration de la production dans certaines régions et l'essor des coopératives et des grandes entreprises. Les fermes porcines québécoises commencèrent à adopter des pratiques industrielles, telles que le confinement intensif des animaux dans des bâtiments fermés et contrôlés pour optimiser la croissance et la reproduction.
L'industrialisation de l'élevage porcin au Québec dans les années 1970 introduisit des pratiques de confinement intensif, permettant une augmentation rapide de la production. Les porcs étaient élevés en bâtiments clos où les conditions étaient strictement contrôlées, depuis la température jusqu'à l'alimentation automatisée. Cette intensification répondait à un besoin de rentabilité et de compétitivité face aux marchés internationaux. Des méthodes de reproduction sélective furent mises en place pour maximiser la croissance des animaux et améliorer la qualité de la viande. Cependant, cette transition vers une production intensive s'accompagna de nouvelles préoccupations, en particulier sur le plan de l'environnement et du bien-être animal, des questions qui deviendront cruciales dans les décennies suivantes.
Les années 1980 et 1990 virent une stabilisation du secteur, mais aussi des tensions croissantes autour des impacts environnementaux de l'élevage intensif. Les grandes quantités de lisier produites par les élevages porcins posaient des problèmes de gestion et de pollution, en particulier dans les régions à forte concentration porcine comme la Montérégie et le Centre-du-Québec. Les rivières et les nappes phréatiques locales montraient des signes de contamination par les nitrates et le phosphore, suscitant des préoccupations de la part des communautés locales et des écologistes. La législation environnementale se renforça progressivement, obligeant les producteurs à adopter des méthodes de gestion plus durables. Par exemple, des normes d'épandage furent mises en place pour limiter la pollution, et des programmes d'aide furent instaurés pour encourager les fermes à adopter des pratiques respectueuses de l'environnement.
En parallèle, les avancées en génétique animale et en alimentation continuèrent de transformer la production porcine. Les techniques de sélection permirent de produire des porcs avec des caractéristiques spécifiques, comme une croissance rapide et une meilleure qualité de viande, tandis que les recherches sur la nutrition permirent d'élaborer des régimes optimisés pour chaque stade de croissance. Ces innovations, combinées aux pratiques intensives, contribuèrent à faire du Québec l'un des chefs de file dans la production porcine au Canada. Les années 1990 virent également la montée des préoccupations sociétales concernant le bien-être animal, menant à des débats sur les pratiques de confinement des truies gestantes et sur les conditions de transport des animaux.

### Aujourd'hui
Au tournant du XXIe siècle, le secteur porcin québécois continua de s'adapter aux nouvelles attentes des consommateurs et aux défis de la durabilité. Les fermes adoptèrent des pratiques de plus en plus sophistiquées, intégrant des technologies de pointe pour optimiser l'efficacité et réduire les impacts environnementaux. Des innovations comme les digesteurs anaérobies, qui transforment les déchets en biogaz, commencèrent à être explorées pour minimiser la pollution liée aux lisiers. De plus, des programmes de certification et des audits de qualité permirent de répondre aux standards de plus en plus élevés en matière de sécurité alimentaire et de traçabilité.
Les années 2000 marquèrent aussi l'essor des marchés internationaux pour le porc québécois. L'industrie porcine développa des stratégies d'exportation vers de nouveaux marchés, notamment en Asie, où la demande pour la viande de porc était en forte croissance. Les producteurs québécois durent alors faire face à la concurrence internationale tout en s'adaptant aux réglementations spécifiques de chaque pays importateur, comme les normes de qualité et les restrictions sanitaires.